# Хальсбоэ-Йёргенсен, Ане
Ане Хальсбоэ-Йёргенсен (дат. Ane Halsboe-Jørgensen, урождённая Хальсбоэ-Ларсен, Halsboe-Larsen; род. 4 мая 1983, Фьерритслев, Северная Ютландия) — датский политический и государственный деятель. Член партии Социал-демократов. Министр занятости Дании с 15 декабря 2022 года. Депутат фолькетинга с 15 сентября 2011 года. В прошлом — министр культуры и по делам религий Дании (2021—2022), министр науки, технологий, информации и высшего образования Дании (2019—2021).

## Биография
Родилась 4 мая 1983 года в Фьерритслеве. Дочь учителя средней школы Пера Хальсбоэ-Ларсена и социального работника Айно Хальсбоэ.
В 1999—2002 годах училась в гимназии в Фьерритслеве. В 2004—2009 годах — в Копенгагенском университете, получила степень магистра.
В 2009—2011 годах работала консультантом в LO, Датской конфедерации профсоюзов.
С 2008 года была кандидатом Социал-демократов в округе Брённерслев. По результатам парламентских выборов 15 сентября 2011 года избрана депутатом фолькетинга в избирательном округе Северная Ютландия. В 2016—2019 годах — председатель Комитета иностранных дел.
27 июня 2019 года получила портфель министра науки, технологий, информации и высшего образования Дании в первом кабинете Фредериксен. После перестановки 16 августа 2021 года перешла на должность министра культуры и по делам религий Дании, сменила Джой Могенсен, которая ушла из политики. Пост министра науки, технологий, информации и высшего образования Дании занял Йеспер Петерсен.
15 декабря 2022 года назначена министром занятости Дании в втором правительстве Метте Фредериксен, сформированном по результатам выборов 1 ноября.

## Личная жизнь
Замужем за Петером Штраусом Йёргенсеном (Peter Strauss Jørgensen), советником министра по проблемам климата и энергетики Дании Дана Йёргенсена.

## Награды
- Командор ордена Данеброг (2 декабря 2024 года)[6]